# 2002 오일러

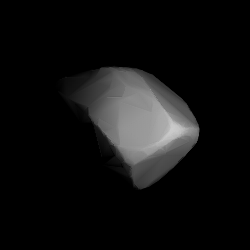

2002 오일러(2002 Euler)는 소행성대 안쪽 지역에 있는 돌 배경의 소행성으로 직경이 약 17 킬로미터(약 11 마일)이다. 1973년 8월 29일 러시아 천문학자 타마라 스미르노바(Tamara Smirnova)가 나우치니(Nauchnyj)에 있는 크림 천체물리학 관측소에서 발견하여 명칭 1973 QQ1을 받았다. 스위스 수학자 레온하르트 오일러(Leonhard Euler)의 이름을 따서 명명되었다.